# Wyżnie Sieczkowe Siodełko
Wyżnie Sieczkowe Siodełko (niem. Oberes Sieczka-Sättelchen, słow. Vyšné Sieczkove sedielko, węg. Felső-Sieczka-nyergecske) – jedna z kilku Sieczkowych Przełączek położonych w długiej wschodniej grani Świnicy w polskich Tatrach Wysokich. Znajduje się na wysokości około 2215 m pomiędzy Zadnią Sieczkową Turnią (ok. 2220 m) a Skrajną Sieczkową Turnią (ok. 2220 m). Jest to płytka przełączka, wcięta w grań tylko na ok. 5 m. Na jej wschodnich, opadających do Dolinki Buczynowej stokach w górnej części jest płytka depresja, niżej przekształcająca się w żleb o kilku progach, który łączy się z depresją Zadniej Sieczkowej Przełączki. Zachodnie stoki przełączki opadają do Dolinki Koziej. Kilka metrów poniżej przełączki prowadzi nimi szlak Orlej Perci.
Dawniej przełączka nie miała nazwy. Do nazewnictwa tatrzańskiego wprowadził ją dopiero w 2013 r. Władysław Cywiński. Upamiętnił w ten sposób dawnego przewodnika tatrzańskiego – górala Macieja Gąsienicę Sieczkę, pierwszego zdobywcę wielu szczytów tatrzańskich. Maciej Sieczka także jako pierwszy 19 września 1867 r. przeprowadził przez Granaty turystów Eugeniusza Janotę i Bronisława Gustawicza. Byli oni pierwszymi znanymi zdobywcami Sieczkowych Turni.
Na Wyżnie Sieczkowe Siodełko prowadzi z Dolinki Buczynowej droga wspinaczkowa przez Komin Sawickiego (IV stopień w skali trudności UIAA).

## Przypisy

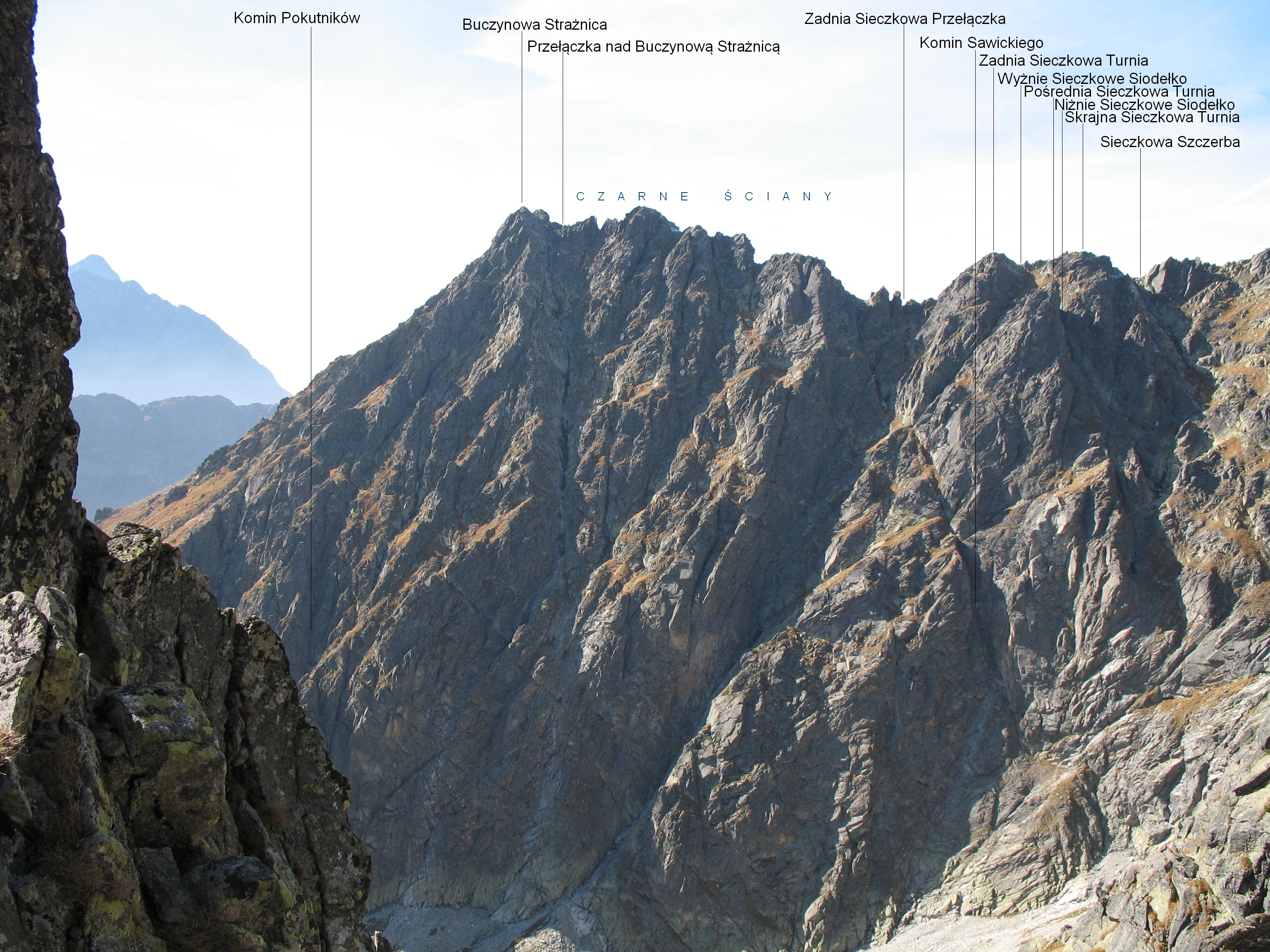
Widok z Orlej Perci od wschodu